# Лі Син Ґі
У цьому корейському імені прізвище (Лі) стоїть перед особовим ім'ям.
Лі Син Ґі (кор.: хангиль: 이승기, ханча: 李昇基; нар. 13 січня 1987) — південнокорейський співак, актор, ведучий і шоумен.
У нього як співака є численні хіти, такі як «Because You're My Woman», «Will You Marry Me», «Return» і «The Ordinary Man». Він здобув подальше визнання як актор і став популярним у деяких регіонах Азії завдяки головним ролям у популярних драмах, таких як «Діамантовий спадок» (2009), «Моя дівчина — куміхо» (2010), «Два серця короля» (2012), «Книга сім’ї Ку». (2013), «Всі ви оточені» (2014), «Корейська одіссея» (2017—2018), «Вагабонд» (2019) і «Миша» (2021). Син Ґі був учасником у першому сезоні розважального вар'єте шоу «2 дні і 1 ніч», яке виходило по вихідних днях з листопада 2007 по лютий 2012 року, та ведучим ток-шоу «Сильне серце» з жовтня 2009 по квітень 2012 року.
Успіх Лі Син Ґі як співака, актора та ведучого приніс йому титул «Шоумен „потрійної загрози“». Він уперше був включений до списку Forbes Korea Power Celebrity у 2010 році, посівши сьоме місце, згодом посівши четверте місце у 2011 році та шосте місце у 2012, 2015 та 2022 роках. Успіх телевізійних серіалів за його участі у деяких регіонах Азії зробило його найкращою зіркою корейської хвилі. Він також входить до списку найбільш високооплачуваних корейських знаменитостей 2021 року.
У 2021 році Син Ґі було обрано одним із 200 акторів (100 чоловіків і 100 жінок) для участі в кампанії 200 корейських акторів, яку проводило Корейська кінорада (KOFIC). Метою цього методичного проєкту є відбір акторів, які найкраще представляють сьогодення та майбутнє корейського кіно, і знайомство їх із людьми із закордонну.
Як повідомляється, 1 червня 2021 року він покинув Hook Entertainment і заснував власне агентство Human Made. 10 червня 2021 року Hook Entertainment офіційно оголошує, що вони підписали новий контракт на управління з Лі Син Ґі та підтримуватимуть його незалежну та творчу діяльність через його власне агентство Human Made.

## Молодість і освіта
Лі Син Ґі народився 13 січня 1987 року в Панхак-доні, район Тобон, Південна Корея. Його сім'я складається з батьків і молодшої сестри. Під час навчання у початковій та середній школі Син Ґі вважався хорошим учнем, він був універсальним і однаково добре себе зарекомендував у спорті, навчанні та мистецтві, а також був обраним президентом студентської ради протягом своїх шкільних років. У школі він добре володів англійською, японською та корейською мовами. Син Ґі також був частиною гурту в місцевій середній школі, де він був головним вокалістом. Спочатку назва їхнього гурту була Brain Hemorrhage, щоб справити сильне враження, але пізніше її змінили на Natural. Під час останньої діяльності його гурту співачка Лі Сон Хі звернула увагу на нього, коли побачила його виступ у маленькому театрі. Хоча Син Ґі спочатку відхилив пропозицію з метою, щоб зосередитися на навчанні, пізніше він прийняв її після вмовлянь матері, оскільки Лі Сон Хі була її улюбленою співачкою. Він тренувався 2 роки, перш ніж дебютувати як співак у віці 17 років.
Будучи зайнятим своєю кар'єру, Син Ґі закінчив Університет Тонґук, отримавши диплом з «Міжнародної торгівлі та комерції» 20 лютого 2009 року, а також отримав особливу нагороду за досягнення під час закінчення навчання. Потім він продовжив навчання, отримавши два ступені магістра: «Маркетинг», «Теорія торгівлі», а також «Фінанси та культурний контент» у Вищій школі Тонґук. Він успішно отримав сертифікат дитячої психіатричної консультації, коли виступав у вар'єте «Маленький ліс».

## Кар'єра

### 2004— тепер: Як співак
Лі Син Ґі, виявлений співачкою Лі Сон Хі, тренувався протягом двох років, перш ніж дебютувати 5 червня 2004 року у віці 17 років. «Because You're My Girl», його дебютна пісня з його першого альбому «The Dream of a Moth», стала популярною баладою, яка породила в Південній Кореї синдром «любов до літніх жінок». З цією піснею він отримав нагороду «Найкращий новачок» на різних церемоніях вручення музичних нагород у 2004 році, таких як Музичний фестиваль M.net KM і Сеульська музична премія. У 2007 році він також отримав нагороду «Найкращий сольний виконавець» на Музичному фестивалі M.net KM з піснею «White Lie» зі свого третього альбому «Story of Separation».

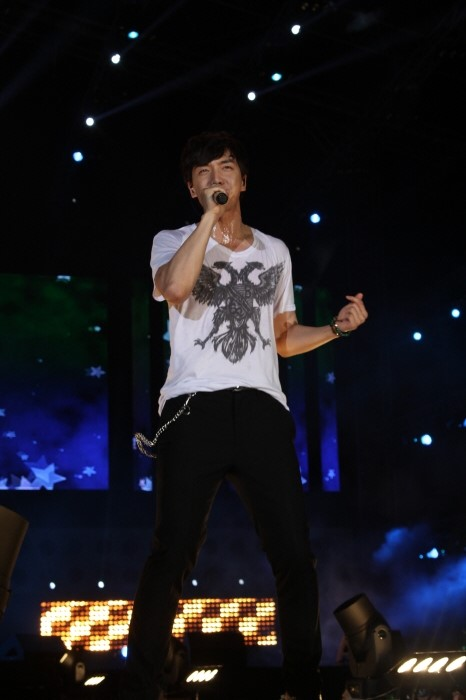
На поп-фестивалі Yeosu Expo, 2012

У 2009 році він випустив цифровий сингл під назвою «Will You Marry Me», який став хітом у Південній Кореї. За цей сингл він отримав нагороду «Цифровий сингл Понсан» на 24-й церемонії вручення Премії «Золотий диск». Того ж року він випустив свій четвертий альбом «Shadow», який мав успіх і отримав 40 000 попередніх замовлень перед релізом.
У 2010 році він записав дуетну версію своєї пісні 2007 року «Smile Boy» з південнокорейською фігуристкою Кім Йон А, яка стала офіційною рекламною піснею чемпіонату світу з футболу 2010 року в Південній Кореї. Він також отримав нагороду «Цифровий сингл Понсан» вдруге поспіль на 25-й церемонії вручення Премії «Золотий диск» за свою пісню «Love Taught Me To Drink». Після цього в 2011 році вийшов його п'ятий альбом «Tonight», який відійшов від його звичайних традиційних балад і охопив більше звучання та мелодії у стилі рок-групи. Головна пісня «Aren't We Friends» в альбомі миттєво очолила музичні онлайн-чарти після випуску. Його інший сингл, «Era of Love», також посів перше місце в Billboard K-Pop Hot 100 того тижня.
6 березня 2012 року Син Ґі дебютував у Японії, випустивши свій перший японський альбом «Time for Love» (також перекладений як «Alone in Love») і сингл під такою ж назвою. І альбом, і сингл посіли перше місце в щоденному чарті Oricon. Щоб відсвяткувати свій успіх, Син Ґі провів фан-мітинг у Tokyo Dome City Hall. 1 червня 2012 року, через три місяці після свого дебюту, він провів концерт у палаці бойових мистецтв Японії, Токіо.
Повернувшись до Південної Кореї того ж року, він випустив мініальбом під назвою «Forest». Головна пісня «Return» встановила рекорд, будучи номером один протягом шести тижнів поспіль у корейському чарті K-Pop Hot 100 від Billboard.
10 червня 2015 року він зробив своє музичне повернення зі своїм шостим альбомом «And…» після перерви в два роки і сім місяців.
21 січня 2016 року його агентство Hook Entertainment оголосило, що він буде призваний на строкову військову службу 1 лютого. У подарунок шанувальникам він також випустив новий трек 21 січня опівдні під назвою «I Am Going to the Military». 3 березня 2016 року вийшла його пісня «Meet Someone Like Me». Сингл є останньою піснею, яку він записав перед призовом до армію, і вона була спродюсований Psy.
15 листопада 2020 року він випустив дорелізний трек під назвою «The Ordinary Man» (뻔한 남자), який вийшов напередодні свого очікуваного сьомого альбому «The Project», що вийшов 10 грудня 2020 року.
21 червня 2022 року його агентство оголосило, що Син Ґі буде співпрацювати з гітаристом Лі Пьон Хо з команди авторів пісень Captain Planet, щоб випустити тематичну пісню проєкту 1 липня.

### 2004— сьогодні: Як актор із пан-азійською славою
У 2004 році Лі Син Ґі знявся в ситкомі MBC «Беззупинно 5». Потім він офіційно дебютував як актор у серіалі «Безславні сестри Чхіль» каналу KBS, що виходив по вихідних у 2006 році.
Потім він був обраний на головну чоловічу роль у серіалі «Діамантовий спадок» каналу SBS, що виходив по вихідних днях у 2009 році та в якому знялася Хан Хьо Джу. Драма утримувала перше місце в рейтингах глядачів протягом усієї своєї трансляції, а її останній епізод отримав рейтинг перегляду глядачів у 47,1 %. ЇЇ величезний успіх підвищив популярність Син Ґі як актора та призвів до збільшення рекламних пропозицій для нього як актора. За свою гру в серіалі він отримав нагороди «Нагороду за майстерність», «Топ 10 зірок» і «Краща пара» з Хан Хьо Джу на Премії SBS драма 2009.
Наступною роботою став фентезійний серіал «Моя дівчина — куміхо» каналу SBS в 2010 році, де він зіграв студента університету, який (попри сильне розчарування дідуся) хоче кинути навчання, щоб здійснити свою мрію стати зіркою бойовика. Його гра принесла йому другу нагороду «Нагороду за майстерність» на Премії SBS драма 2010.
Потім він знявся в серіалі-бойовику «Два серця короля» (2012) каналу MBC з Ха Чі Вон, фентезійно-історичному серіалу «Книга сім’ї Ку» (2013) з Пе Сюзі та поліцейському серіалі «Всі ви оточені» (2014) каналу SBS.
У 2015 році Лі Син Ґі дебютував у кіно з романтичною комедією «Прогноз кохання», в якій знялася Мун Чхе Вон.
У липні 2015 року Син Ґі отримав роль у комедійному фільмі «Принцеса та свати» з Сім Ин Кьон, що знятий режисером Хан Че Рімом, який знімав «Читання облич». Фільм вийшов у 2018 році.
У 2017 році він виконав головну роль у фентезійному серіалі «Корейська одіссея» за сценарієм сестер Хон. Це був його перший проект після призову.
У 2019 році він і Пе Сюзі знялися в шпигунському серіалі-бойовику «Вагабонд» як їхні другій спільній роботі. За цю драму він отримав нагороди «Нагорода за високу майстерність у мінісеріалі» та «Краща пара» з Пе Сюзі на Премії SBS драма 2019.
У 2021 році Син Ґі знявся разом з Лі Хі Джун у кримінальному трилері «Миша», виконавши роль Чон Па Рима, що принесло йому Головний приз (Тесан) як найкращий актор у телевізійній категорії на 6-ій Премії азійський артист.
7 квітня 2022 року було підтверджено, що Син Ґі з'явиться разом із Лі Се Йон у серіалі «Кав'ярня права» каналу KBS, який є цілющим романтичним серіалом, що заснований на популярному вебромані, про колишнього прокурора, а тепер власника квартири, і колишню міс Корею, а тепер юриста.

### 2007—тепер: Як ведучий і шоумен
Син Ґі був постійним учасником першого сезону «2 дні і 1 ніч» з листопада 2007 року по лютий 2012 року, який є частиною вар'єте-шоу «Щаслива неділя» каналу KBS, що виходив по вихідних днях. Відомий під псевдонімом Ходан, його поява на шоу принесла йому популярність у Кореї та зробила його ім'я відомим.
У 2008 році він отримав нагороду «Краща популярність» на Премії KBS розваги завдяки своїй популярності серед глядачів у шоу «2 дні і 1 ніч». Він також отримав «Нагорода за високу майстерність, Ведучий» на Премії KBS розваги 2010 і нагороду Тесан разом з іншими акторами першого сезону на Премії KBS розваги2011.

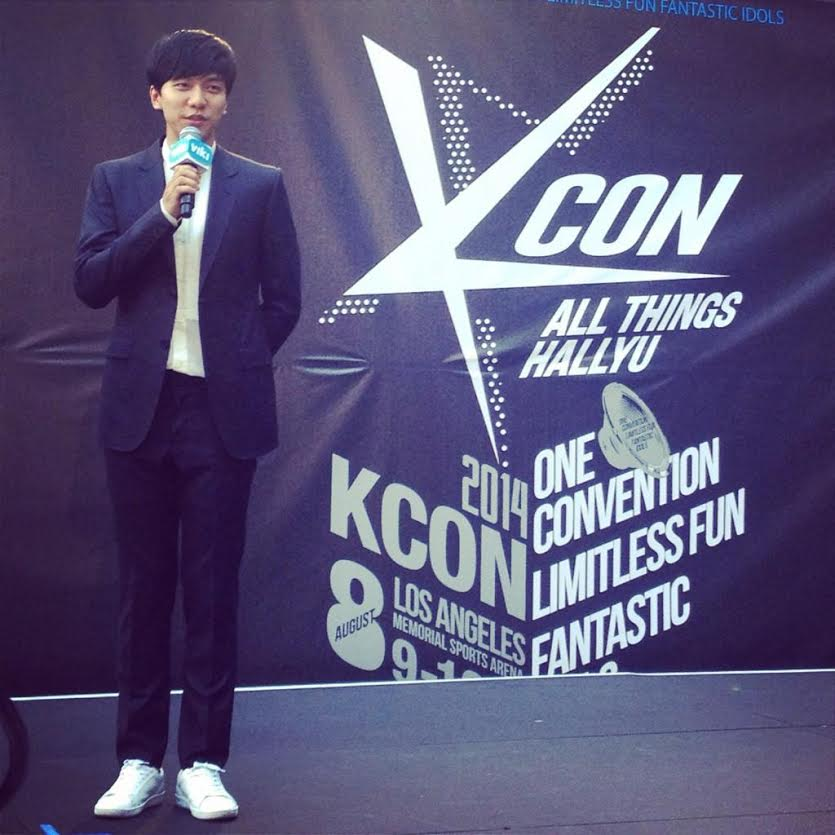
На KCON, 2014

У жовтні 2009 року Син Ґі взяв на себе роль ведучого у вечірньому вівторковому ток-шоу «Сильне серце» каналу SBS з Кан Хо Доном. Ця передача було визнана нагородою «Краща програма» на Премії SBS розваги 2009, а він отримав «Нагорода Netizen за популярність». Він знову отримав визнання за свою роль у ток-шоу та отримав нагороду «Нагорода за високу майстерність, Ведучий» два роки поспіль на церемоніях Премії SBS розваги у 2010 та 2011 роках У березні 2012 року Син Ґі оголосив про те, що полишив шоу «Сильне серце», щоб зосередитися на своїй кар'єрі співака. Свій останній епізод він записав 15 березня, який вийшов в ефір 3 квітня.
У 2015 році Син Ґі возз'єднався з акторським складом серіалу «1 ніч, 2 дні» та продюсером На Йон Соком у реаліті-шоу про подорожі «Нова подорож на Захід».
У 2017 році він приєднався до акторського складу вар'єте-шоу «Господар у будинку» SBS.
У 2018 році його обрали ведучим реаліті-шоу/шоу на виживання «Produce 48» каналу Mnet. Того ж року було оголошено, що він приєднається до другого сезону вар'єте-шоу «Попався!» сервісу Netflix. На Премії SBS розваг 2018 він отримав Головний приз (Тесан) за «Господар у будинку», ставши наймолодшим шоуменом, який отримав цю нагороду.
У 2019 році він приєднався до акторського складу «Маленький ліс» — цілющої вар'єте-програми, розробленої як проект розвитку домашнього дитячого саду для дітей. Того ж року він знявся в туристичному шоу «Twogether» сервісу Netflix разом із тайванським актором Джаспером Лю.
У 2020 році він вів «Пакет щастя п'ятниці», «Сеульський селянин» і співоче реаліті-шоу «Заспівай знову».
У 2021 році він знову приєднався до акторського складу вар'єте-шоу «Попався!» сервісу Netflix на третій сезон, а також приєднався до гольф-розважального шоу «Гольфова битва: Друзі берді» каналу SBS. 24 липня Син Ґі приєднався до реаліті-програми «Гучно» як ведучий і спеціальний агент, унікальна посада, завдання якої полягає в тому, щоб забезпечити решту учасників теплом, керівництвом і підтримкою під час підготовки до фіналу. 20 листопада Син Ґі знявся в ігровому вар'єте-шоу «Новий світ» Netflix. 6 грудня він знову приєднався до другого сезону популярного реаліті-шоу «Заспівай знову» у якості ведучого та MC. Того ж року він отримав нагороду Найкращий учасник розважальної програми Премії мистецтв Пексан за свої роботу в «Попався!», «Twogether», «Сеульський селянин», «Заспівай знову» та «Господар у будинку».
У 2022 році Син Ґі вів новорічну спеціальну програму «Коловий будинок» каналу SBS — цілющого ток-шоу з 10 епізодів, яке відверто ділиться справжніми проблемами покоління MZ у Кореї та шукає рішення разом із учасником.

### 2021—тепер: Як генеральний директор і продюсер
1 червня 2021 року Лі Син Ґі заснував власну продюсерську компанію під назвою Human Made. Для однієї зі своїх програм, компанія підготувала виставу ексклюзивно для Moment House Japan, яка містить гібрид документального фільму та живого виступу. Син Ґі взяв участь у виробництві шоу як його виконавчий продюсер з корейсько-американською реперкою Джессі. У березні 2022 року Син Ґі випустив оригінальний мінідокументальний серіал Human Made про їжу та музику під назвою «Human Table» на глобальній платформі YouTube під назвою HUMANMADE.

## У ЗМІ
У Південній Кореї Лі Син Ґі отримав кілька прізвиськ, як-от Омчхіна (엄친아) нації (геніальний син подруги вашої матері), Молодший брат нації, Зять нації та Ходан нації (чарівний незграба) — образ, який він заслужив завдяки своїй зовнішності в шоу, «2 дні і 1 ніч».
Успіх Син Ґі як співака, актора та ведучого також приніс йому титули «Шоумен „потрійної загрози“», «Імператор» та «Принц Балади». Інші прізвиська, які дали йому ЗМІ, включають «Людський амулет» та «Фея погоди».
У 2011 і 2012 роках він був одним з найбільш затребуваних і популярних комерційних моделей та рекламником серед знаменитостей. Протягом своєї кар'єри він підтримував широкий спектр продуктів і послуг і посів високі позиції в щомісячному опитуванні рекламників від Корейської асоціації рекламодавців.
23 червня 2012 року Син Ґі був одним із факелоносців Естафети вогню літніх Олімпійських ігор у Лондоні 2012 року, якого було обрано компанією Samsung. 30 жовтня 2012 року Національна виборча комісія Південної Кореї призначила його Почесним онлайн-послом національної кампанії за чесні та чисті президентські вибори.
У 2021 році ЗМІ охрестили його «ведучим із „щирістю та співпереживанням“» — ім'я, яке він отримав завдяки талант-шоу «Заспівай знову» каналу JTBC.
У березні 2022 року Син Ґі отримав Президентську відзнаку як зразкового платника податків у 56-й День платника податків і був призначений послом зі зв'язків з громадськістю 2022 року у Національну податкову службу.

## Особисте життя

### Обов'язкова військова служба

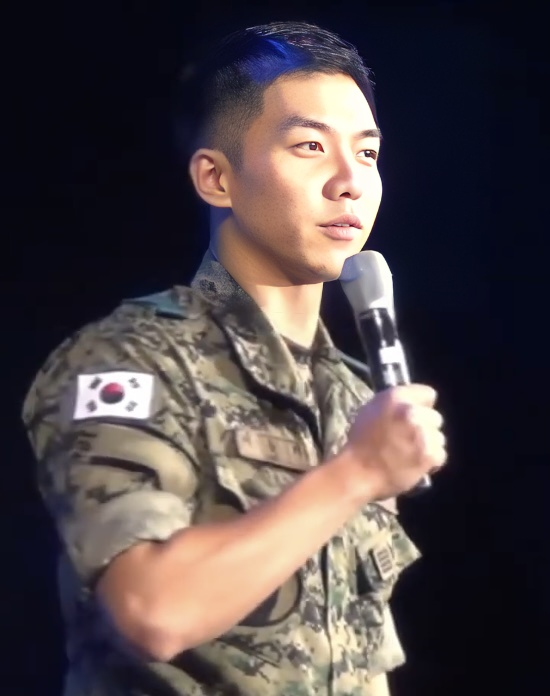
На Військовому концерті, 2017

1 лютого 2016 року Лі Син Ґі розпочав свою 21-місячну обов’язкову військову службу як солдат дійсної служби, вступивши до Навчального центру новобранців Нонсан у Чхунчхоннамдо. Після п'ятитижневого навчання, отримання найвищого балу у своїй тренінговій роті та проходження церемонії закінчення навчання, його відправили на призначену йому посаду, де він отримав відзнаку. Повідомляється, що відзнака надається чотирьом особам із чотирьох рот, по одній на кожну. 31 жовтня 2017 року він був офіційно звільнений з армії в окрузі Чинпхьон у провінції Північного Чхунчхона, де він був членом 13-ї бригади спецназу «Чорна пантера» командування спеціальних бойових дій армії Республіки Корея, виконуючи обов'язки спеціаліста військової розвідки.
Повідомляється, що Лі Син Ґі був волонтером і пройшов навчання, яке не вимагається для військовослужбовців строкової служби та адміністративних солдатів, Зокрема парашутну підготовку, під час якої він успішно виконав тренування зі спуску з парашута на висоті 730 метрів над землею. Інші його тренінги включають крав-мага 1-го рівня та марш на довгу дистанцію із відстанню у 10 кілометрів, де він увійшов до 10 % кращих із 1000 марафонців у складі бригади «Чорна пантера», яка 1 грудня 2017 року була переформатована в підрозділ на обезголовлення під назвою «13-та Бригада спеціального призначення» з місією вбити лідерів Північної Кореї у випадку, якщо виникне напруженість з Північною Кореєю, що призведе до розмороження війни між двома країнами.
У жовтні 2016 року Син Ґі був ведучим військового заходу «14-го Фестивалю сухопутних військ» як посол доброї волі. Захід спільно організували місто Кєрьон та армія, де відвідувачі могли відчути та побачити корейську військову культуру.

## Інші види діяльності

### Філантропія
Лі Син Ґі брав участь у різних благодійних заходах. З 2009 року він щотижня жертвував 1 мільйон вон сім'ям, які з'являлися в програмі «Помічник із репортажу на місці» KBS, на загальну суму 100 мільйонів вон. Окрім пожертвувань, Лі Син Ґі також зголосився особисто шукати сім'ї та допомагати їм.
Він також брав участь у благодійному заході зустрічі із фанатами для подолання голоду у світі. Захід відбувся у відділенні Pizza Hut у районі Хонде у Сеулі 28 жовтня 2012 року.
У 2013 році Син Ґі пожертвував 5,88 тонни рису району Новон, Сеул. За словами представників району Новон, 5,88 тонни рису, пожертвуваного Лі Син Ґі, достатньо, щоб нагодувати 50 000 дітей. Влада району Новон планує роздати рис малозабезпеченим групам у цьому районі, включаючи людей, які отримують базові засоби для існування, сім'ї з низьким рівнем доходу та сім'ї, що мають лише одного з батьків.
У 2014 році Син Ґі співпрацював із CJ E&M, щоб надати допомогу в організації події, яка спрямована на пожертвування освітнього контенту для малозабезпечених студенток у США.
Син Ґі отримав нагороду «Нагорода корейський волонтер 2018» за пожертвування у розмірі 100 мільйонів вон для DongHaeng, волонтерську роботу з ремонту House of Love та пожертвування таланту для лікарні Severance.
У 2019 році Лі Син Ґі пожертвував 100 мільйонів вон лікарні Severance на медичні витрати пацієнтів реабілітаційного відділу лікарні. Пожертва була використана для забезпечення інвалідними візками, протезами ніг, протезами кінцівок та іншими засобами, що допоможуть 23 дітям і підліткам із травмами спинного мозку. Він також брав участь у пожертвуванні «10 000 вон щастя» через мобільні телефони.
У 2020 році, щоб допомогти з профілактикою COVID-19 і допомоги малозабезпеченим дітям у Кореї, Лі Син Ґі пожертвував 100 мільйонів вон до організації «Good Neighbors», міжнародній гуманітарній НУО розвитку.
У 2021 році Лі Син Ґі разом із акторським складом «Гольфова битва: Друзі берді» пожертвували гроші на стипендію за кожного берді, забитого під час шоу.
13 січня 2022 року на своє 35-річчя Син Ґі став першою благодійною феєю в категорії «Розваги» в рейтингу знаменитостей «Кращий айдол-знаменитість». Незліченна кількість фанатів, у тому числі його фандом AIREN, об'єднали зусилля та зібрали 61 105 486 голосів, подолавши межу в 55 555 555 голосів, яка необхідна для отримання титулу благодійна фея, і зробивши Лі Син Ґі феєю благодійності. Загалом 500 тисяч вон пожертвувано фонду Miral Welfare Foundation на ім'я Лі Син Ґі, який буде використаний як фонд для осіб з інвалідністю, ізольованих через COVID-19.
За даними його агентства, 27 січня 2022 року Син Ґі пожертвував 100 мільйонів вон на підтримку дітей і підлітків, які перебувають на лікуванні в реабілітаційній лікарні Severance. Станом на січень 2022 року загальна сума спонсорської допомоги лікарні склала 200 мільйонів вон. Також повідомляється, що фан-клуб співака Син Ґі «AIREN» також приєднався до спонсорської акції та пожертвував 10 мільйонів вон лікарні Severance в честь святкування дня народження Син Ґі у 2020 році. Згідно з повідомленнями, Син Ґі заявив:
Я дуже вдячний за листи отриманні від моїх молодих друзів, які отримали допомогу через останні пожертви, після їхнього лікування я відчув, що я отримав більше ніж я віддав. Я також щиро вдячний моїм фанатам, що поділяють мої думки та приєдналися до моєї діяльності. Я сподіваюся, що ці пожертви буде хоча б трохи допоможуть у тому, що діти зможуть жити здоровіше і щасливіше та досягнуть своїх мрій.

### Як посол
| Рік  | Назва | Прим.   |
| ---- | --- | ------- |
| 2009 | Почесний посол кампанії сніданків                                                                                 |         |
| 2009 | Посол доброї волі для спільної служби завантаження (ConTing) трьох наземних мовників                              | [ 133 ] |
| 2010 | Посол зі зв'язків із громадськістю Комісії з проведення лотерей Міністерства фінансів і стратегії                 | [ 134 ] |
| 2010 | Керівник 3-ї волонтерської групи «Співпереживання щастя»                                                          | [ 135 ] |
| 2010 | Посол зі зв'язків із громадськістю Ради людської мережі Міністерства охорони здоров'я та соціального забезпечення | [ 136 ] |
| 2011 | Посол зі зв'язків із громадськістю Комісії з проведення лотерей Міністерства фінансів і стратегії                 | [ 137 ] |
| 2011 | Керівник 4-ї волонтерської групи «Співпереживання щастя»                                                          | [ 138 ] |
| 2012 | Онлайн-посол зі зв'язків із громадськістю Національної виборчої комісії на 18-х президентських виборах            | [ 139 ] |
| 2013 | PR-посол Хан У Кіма                                                                                               | [ 140 ] |
| 2016 | Почесний посол Фестивалю сухопутних військ 2016                                                                   | [ 141 ] |
| 2021 | Посол компанії Breitling                                                                                          | [ 142 ] |
| 2022 | Посол зі зв'язків із громадськістю Національну податкову службу                                                   | [ 111 ] |

## Дискографія
- «The Dream of a Moth» (2004)
- «Crazy For U» (2006)
- «Story of Separation» (2007)
- «Shadow» (2009)
- «Tonight» (2011)
- «And…» (2015)
- «The Project» (2020)

## Примітка
1. ↑  https://www.hani.co.kr/arti/culture/entertainment/1087225.html
2. ↑  «What makes Lee Seung-gi, Lee Seung-gi?» Hancinema. June 18, 2015
3. ↑  [INTERVIEW and PHOTOS] Singer and actor Lee Seung-gi. 10Asia. 1 січня 2012.
4. ↑  «Triple threat with singing, acting and hosting skills» [Архівовано 20 липня 2018 у Wayback Machine.] Asiaone. March 19, 2012
5. ↑  I want to be remembered as multi-entertainer. The Korea Times. 11 березня 2018.
6. ↑  Korea's Power Celebrity List 2010. Forbes. 16 липня 2010.
7. ↑  Korea's Top Celebrities 2011. Forbes. 31 березня 2011.
8. ↑  Forbes Korea's Top 'Power Celebrity 40' ranking. Manila Bulletin. Архів оригіналу за 20 серпня 2013.
9. ↑  [창간특집 IV] 2015 KOREA POWER CELEBRITY 40 – 엑소, 한국 최고의 파워 셀러브리티. JoongAng Daily (кор.). 23 лютого 2015.
10. ↑  2022 포브스코리아 선정 파워 셀러브리티 40. 중앙시사매거진. 23 квітня 2022. Процитовано 28 квітня 2022.
11. ↑  김민지. [영한대역 연예뉴스] '압도적 비주얼' 이승기, '케이웨이브' 6월호 커버 장식!. n.news.naver.com (кор.). Процитовано 14 квітня 2022.
12. ↑  “올해 수입 170억↑” 전지현, 국민MC 유재석 제치고 ‘최고의 몸값 스타 1위’(연중 라이브)[종합]. n.news.naver.com (кор.). Процитовано 14 квітня 2022.
13. ↑  KOFIC Launches Korean Actors 200 Campaign. Korean Film Biz Zone (англ.). Процитовано 5 квітня 2021.
14. ↑  Lee Seunggi | The Actor is Present (ko-KR) . Процитовано 5 квітня 2021.
15. ↑  Panseok, Park (24 травня 2021). 이승기, 가수로 돌아온다…"캡틴플래닛 이병호와 7월 1일 음원 발매" [공식입장] [Лі Син Ґі, гарне полишення агентства  HookEnt → Заснування одноосібного агентства]. Osen. Процитовано 24 травня 2021.
16. ↑  후크엔터 "이승기와 다시 계약 체결, 17년 인연 지킨다"[공식]. entertain.naver.com (кор.). Процитовано 10 червня 2021.
17. ↑  윤경철. [스타연구소①] 이승기, '외모+지성' 다 갖춘 소문난 엄친아. n.news.naver.com (кор.). Процитовано 15 квітня 2022.
18. ↑  Lee Seung Gi Enrolls in Grad School. enewsWorld. 13 липня 2012. Архів оригіналу за 13 березня 2018. Процитовано 13 березня 2018.
19. ↑  Tamondong, Hanna (16 жовтня 2020). Did You Know That Lee Seung Gi Is A Certified Child Psychology Counselor?. COSMO.PH (en-ph) . Процитовано 7 травня 2021.
20. ↑  [서병기의 이슈! 문화비평]이승기 '내여자...' 등 인기몰이. Herald Biz (кор.). 7 жовтня 2004. Архів оригіналу за 9 листопада 2004.
21. ↑  May–November romances change, in song, film and TV. Korea JoongAng Daily. 4 квітня 2004.
22. ↑  «이승기, 신혜성 불참한 MKMF '남자가수상' 수상» (кор.) Newsen. November 17, 2007
23. ↑  이승기, 디지털싱글 '결혼해줄래'로 가요계 컴백. Hankyung Ilbo (кор.). 18 червня 2009. Архів оригіналу за 18 липня 2018. Процитовано 13 листопада 2022.
24. ↑  Super Junior sweeps 2009 Golden Disc Awards. 10Asia. 11 грудня 2009.
25. ↑  Shadow Popular Even Before Release. The Korea Times. 12 вересня 2009.
26. ↑  Male Singers Beckoning Autumn. The Korea Times. 22 вересня 2009.
27. ↑  «Kim Yu-na, Lee Seung-gi Collaborate on World Cup Commercial Song» The Chosun Ilbo. May 17, 2010
28. ↑  «골든디스크 본상 디지털 음원 본상, 이승기 수상! 활동 많이 못했는데…» (кор.) BNTnews. December 9, 2010
29. ↑  Lee Seung-gi Pushes Boundaries with Eclectic New Album. The Chosun Ilbo. 27 жовтня 2011.
30. ↑  Lee Seung-gi moves back into music. Korea JoongAng Daily. 2 листопада 2011.
31. ↑  Lee Seung Gi's 'Era of Love' Tops K-Pop Hot 100. Billboard. 11 жовтня 2011.
32. ↑  Lee Seung-gi to make debut in Japan in March. The Korea Times. 31 січня 2012.
33. ↑  Lee Seung-gi achieves dominance in Japan in less than a day. Korea JoongAng Daily. 8 березня 2012.
34. ↑  Lee Seung-gi: 'My Debut Single Ranks Atop Oricon Chart Thanks to You'. HanCinema. 23 березня 2012. Процитовано 4 листопада 2015.
35. ↑  Lee Seung-gi celebrates single success with fans in Tokyo. Korea JoongAng Daily. 13 березня 2012.
36. ↑  Lee Seung-gi Mesmerizes Fans in Japan's Budokan. HanCinema. 8 червня 2012. Процитовано 4 листопада 2015.
37. ↑  Lee Seung-gi plays the Budokan. Korea JoongAng Daily. 5 червня 2012.
38. ↑  Lee Seung-gi to release fifth album next month. Korea JoongAng Daily. 1 листопада 2012.
39. ↑  Lee Seung-gi album dominates chart. Korea JoongAng Daily. 5 січня 2013.
40. ↑  Lee Seung Gi Talks Making K-Pop Hot 100 History, PSY's Influence and 2013 Plans. Billboard. 2 липня 2013.
41. ↑  Lee Seung-gi returns with new album. The Korea Times. 18 червня 2015.
42. ↑  [New Releases] LEE SEUNG GI. 16 червня 2015.
43. ↑  Actor-singer Lee Seung-gi releases single ahead of conscription. The Korea Herald. 21 січня 2016.
44. ↑  Lee Seung-gi releases Psy song. The Korea Times. 2 березня 2016.
45. ↑  Eunae, Kim (6 листопада 2020). 이승기 5년만에 컴백, 15일 윤종신과 손잡은 선공개곡 발표..12월 정규 7집 앨범까지[공식] [Камбек Лі Син Ґі через 5 років, оголошено про вихід дорелізної пісні 15 листопада у партнерстві з Юн Чон Сіном... до виходу 7-го альбому в грудні]. Osen. Процитовано 6 листопада 2020.
46. ↑  Kim No-eul (22 червня 2022). 이승기, 가수로 돌아온다…"캡틴플래닛 이병호와 7월 1일 음원 발매" [공식입장] [Lee Seung-gi returns as a singer... "Captain Planet Lee Byung-ho and music release on July 1st" [Official Position]] (кор.). Xports News. Процитовано 22 червня 2022.
47. ↑  '논스톱 5' 스타들 행복한 고민. The Chosun Ilbo (кор.). 29 вересня 2004.
48. ↑  이승기, '소문난 칠공주'로 첫 정통 드라마 도전. The Chosun Ilbo (кор.). 27 лютого 2006.
49. ↑  Lee Seung-gi Branches Out. The Chosun Ilbo. 4 липня 2009.
50. ↑  'Brilliant' drama leaving its own legacy. Korea JoongAng Daily. 16 липня 2009.
51. ↑  Lee, Han Picked as Rising Ad Models. The Korea Times. 24 вересня 2009.
52. ↑  Ko Jae-wan (4 січня 2010). Jang Seo-hee wins grand prize at SBS Drama Awards. 10Asia.
53. ↑  Lee Seung-gi, Shin Min-ah to play couple in new TV series. 10Asia. 21 липня 2010.
54. ↑  Star couple seeks to lure more fans with new soap. The Korea Times. 10 серпня 2010.
55. ↑  Ko, Kyoung-seok (3 січня 2011). Ko Hyun-jung wins grand prize at SBS Drama Awards. 10Asia.
56. ↑  Park, HyunMin (11 червня 2012). Interview Part I: Lee Seung Gi is Not Humble; Just No Time To be Prideful. enewsworld. CJ E&M. Архів оригіналу за 5 березня 2016. Процитовано 14 листопада 2012.
57. ↑  Park, HyunMin (11 червня 2012). Interview Part II: Lee Seung Gi Talks Girls, Scandals and Celebrity Life. enewsworld. CJ E&M. Архів оригіналу за 17 січня 2016. Процитовано 14 листопада 2012.
58. ↑  Lee Seung-gi and Suzy to star in drama. Korea JoongAng Daily. 1 лютого 2013.
59. ↑  [Kang Chi, the Beginning] Lee Seung-gi. KBS World. 23 квітня 2013.
60. ↑  Lee Seung-gi, Cha Seung-won, Go Ara Confirm New Drama. 10Asia. 26 лютого 2014. Архів оригіналу за 1 серпня 2020. Процитовано 13 листопада 2022.
61. ↑  Hong, Grace Danbi (30 квітня 2014). Lee Seung Gi is Paying More Attention to His Face Working with Models. enewsWorld. Архів оригіналу за 2 травня 2014. Процитовано 2 травня 2014.
62. ↑  Lee Seung-gi to debut on screen with 'Woman of 3 Men'. The Korea Herald. 18 червня 2014.
63. ↑  Lee Seung-gi, Moon Chae-won's chemistry to hit screen. Kpop Herald. 2 грудня 2014.
64. ↑  Lead roles cast in 'Face Reader' sequel. Korea JoongAng Daily. 11 липня 2015.
65. ↑  Director says 'The Princess and the Matchmaker' is exhilarating period comedy-drama. Yonhap News Agency. 31 січня 2018.
66. ↑  Lee Seung-gi confirms lead role in upcoming drama 'Hwayugi'. Kpop Herald. 5 листопада 2017.
67. ↑  Lee Seung-gi to Star in TV Version of Chinese Classic After Military Stint. The Chosun Ilbo. 6 листопада 2017.
68. ↑  Lee Seung-gi, Suzy reunite for drama 'Vagabond'. Kpop Herald. 5 червня 2018.
69. ↑  Lee Seung-gi, Suzy confident of captivating action scenes in 'Vagabond'. Yonhap News Agency. 16 вересня 2019.
70. ↑  이승기,AAA 올해의 배우 TV 부문 수상[포토엔HD]. n.news.naver.com (кор.). Процитовано 9 грудня 2021.
71. ↑  김수현. [공식] 이승기, tvN 새 드라마 '마우스' 출연 확정…사이코패스 살인마 맞선다. n.news.naver.com (кор.). Процитовано 15 квітня 2022.
72. ↑  김정진. 이승기·이세영, KBS 2TV '법대로 사랑하라' 주연. n.news.naver.com (кор.). Процитовано 9 квітня 2022.
73. ↑  A definite character. Korea JoongAng Daily. 11 жовтня 2008.
74. ↑  Lee says he did not quit shows for new drama. The Korea Herald. 8 березня 2012.
75. 1 2  Lee Kyung-kyu wins grand prize at KBS Entertainment Awards. 10Asia. 27 грудня 2010.
76. ↑  Lee Seung-gi Co-hosts a Talk Show. KBS World. 25 вересня 2009.
77. ↑  Yoo Jae-seok, Lee Hyori share grand prize at SBS Entertainment Awards. 10Asia. 31 грудня 2009.
78. ↑  Kang Ho-dong scores grand prize at SBS Entertainment Awards. 10Asia. 31 грудня 2010.
79. ↑  «Lee Seung-gi to leave 'Strong Heart'» 10Asia. February 23, 2012
80. ↑  '2 Days & 1 Night' members reunite for 'New Journey to the West'. The Korea Times. 2 вересня 2015.
81. ↑  Kang Ho-dong, Lee Seung-gi to shoot new show in China. The Korea Times. 6 серпня 2015.
82. ↑  Lee Seung-gi to return in 'All the Butlers'. Kpop Herald. 14 грудня 2017.
83. ↑  Lee Seung-gi to host new season of 'Produce' audition show. Kpop Herald. 19 квітня 2018.
84. ↑  Lee Seung-gi is the newest detective in "Busted". Inquirer. 8 листопада 2018.
85. ↑  [SBS 연예대상]이승기, 대상 영예... 백종원 무관[종합]. Ilgan Sports (кор.). 29 грудня 2018.
86. ↑  [TD포토] '리틀 포레스트' 찍박골의 여름 맞이. TV Daily (кор.). 12 серпня 2019. Архів оригіналу за 12 вересня 2019. Процитовано 12 вересня 2019.
87. ↑  Lee Seung-gi, Jasper Liu co-star in Netflix travel show. The Korea Times. 10 вересня 2019.
88. ↑  Herald, The Korea (20 січня 2021). Netflix's 'Busted!' to return for final season. www.koreaherald.com. Процитовано 2 квітня 2021.
89. ↑  이승기 ‘라우드’ 에이전트 출격 [공식]. n.news.naver.com (кор.). Процитовано 7 вересня 2021.
90. ↑  문지연. 이승기→엑소 카이 '신세계로부터', 꿈의 유토피아 가이드 2탄. n.news.naver.com (кор.). Процитовано 10 листопада 2021.
91. ↑  기자, 동아닷컴 홍세영. 이승기x‘싱어게인2’ 12월 6일 첫방 확정 [공식]. n.news.naver.com (кор.). Процитовано 10 листопада 2021.
92. ↑  백상예술대상 : 네이버 영화. movie.naver.com. Процитовано 3 червня 2021.
93. ↑  공영주. "최강 라인업"...오은영·한가인·이승기·노홍철·리정, '써클하우스' 출격(공식). n.news.naver.com (кор.). Процитовано 14 січня 2022.
94. ↑  Jessi、赤西仁らと共に「Moment House Japan」プレミアムデジタルイベントに出演決定！. Kstyle. Процитовано 26 березня 2022.
95. ↑  HumanMade YouTube channel. Youtube. 14 квітня 2022. Процитовано 14 квітня 2022.
96. ↑  조준원. 이승기, 요섹남으로 변신 또 한번 심쿵...이다인 좋겠네[TEN★]. n.news.naver.com (кор.). Процитовано 15 квітня 2022.
97. ↑  Lee Seung Gi Talks about His 'Um-Chin-Ah' Image and Nicknames. enewsWorld. 22 листопада 2012. Архів оригіналу за 13 березня 2018.
98. ↑  이승기 VS 아이유, '국민동생' 둘의 콘서트 격돌. Naver (кор.). Osen. Процитовано 24 червня 2021.
99. ↑  재배포금지>, <ⓒ “텐아시아” 무단전재 (10 червня 2015). 실검보고서, 이승기, 발라드의 황태자 화려한 귀환..음원차트 1위. hankyung.com (кор.). Процитовано 26 листопада 2021.
100. ↑  기자, 장진리. 이승기, '황제'라 불릴만하네…정용진 부회장과 어깨동무하는 사이. n.news.naver.com (кор.). Процитовано 26 листопада 2021.
101. ↑  Vasquez, Dinna Chan (9 листопада 2019). ‘Triple threat’ artist visits Manila for the 1st time | Dinna Chan Vasquez. BusinessMirror (амер.). Процитовано 14 квітня 2022.
102. ↑  ‘아는 형님’ ‘인간 부적’ 이승기, 자연재해도 피해 가는 날씨 요정 에피소드 공개. 열린뉴스통신 (кор.). 4 грудня 2021. Процитовано 14 квітня 2022.
103. ↑  «이승기,광고 모델 호감도..7개월 연속 1위» (кор.) Sports Chosun. January 12, 2012
104. ↑  Lee Seung-gi most popular ad model. The Korea Herald. 9 січня 2012.
105. ↑  «이승기, 'CF킹' 재탈환…호감도-광고수 '1위'» (кор.) TV Report. November 20, 2012
106. ↑  Lee Seung-gi the most popular face on commercials. Korea JoongAng Daily. 22 грудня 2011.
107. ↑  Lee Seung-gi to carry Olympic torch. Korea JoongAng Daily. 1 березня 2012.
108. ↑  Lee Seung-gi Carries Olympic Torch to Manchester. The Chosun Ilbo. 25 червня 2012.
109. ↑  «이승기, 18대 대선 온라인 홍보대사로 위촉» (кор.) Nate News. October 30, 2012
110. ↑  문지연. '싱어게인' 이승기, 진정성 공감MC 등극.."공정함 해치지 않으려 노력". n.news.naver.com (кор.). Процитовано 26 листопада 2021.
111. 1 2  문지연. '모범납세자 표창' 이승기, 2022년 국세청 홍보대사 위촉. n.news.naver.com (кор.). Процитовано 3 березня 2022.
112. ↑  Hun Ji-hye (17 березня 2016). Lee Seung-gi to join Special Warfare Command. The Korea Times.
113. ↑  Hun Ji-hye (7 квітня 2016). Private Lee Seung-gi to start parachute training. The Korea Times.
114. ↑  이승기 측 "오늘(16일) 특전사령부 자대배치, 중대1위 우등표창받아" | 방송 : 네이트 연예. 모바일 네이트 뉴스 (кор.). Процитовано 18 квітня 2022.
115. ↑  Actor-singer Lee Seung-gi discharged from military. Yonhap News Agency. 31 жовтня 2017.
116. ↑  Chyung Eun-ju (31 жовтня 2017). Actor Lee Seung-gi discharged from military. The Korea Times.
117. ↑  Lee Seung-gi Completes Military Service. The Chosun Ilbo. 1 листопада 2017.
118. ↑  '집사부일체' 박군 "같은 軍선후배 이승기, 1000명 중 마라톤 상위 10프로"‥단결! [종합]. n.news.naver.com (кор.). Процитовано 27 червня 2021.
119. ↑  [충청브리핑] 가수 이승기 전역한 흑표부대 '김정은 참수부대'. 뉴데일리 (англ.). Процитовано 22 червня 2021.
120. ↑  South Korea fast-tracks development of special forces 'decapitation unit'. SOFREP (англ.). 6 січня 2017. Процитовано 22 червня 2021.
121. ↑  이승기, 특전사 낙하산 훈련 성공···특전사 행정병 된다. n.news.naver.com (кор.). Процитовано 22 червня 2021.
122. ↑  기자, 동아닷컴 홍세영. 특전사 이승기, 10월 공식석상 뜬다 (feat. 국방신기). n.news.naver.com (кор.). Процитовано 18 квітня 2022.
123. 1 2  이승기, 신촌 세브란스 병원에 1억 기부…팬들도 1000만원 동참. m.isplus.joins.com. 14 січня 2020. Архів оригіналу за 11 січня 2022. Процитовано 9 січня 2022.
124. ↑  강석봉. 착한남자 이승기, 기아 돕기 자선 팬사인회 개최. n.news.naver.com (кор.). Процитовано 9 січня 2022.
125. ↑  가수 이승기, 노원구 소외계층 위해 5.88t 쌀 기부 | 홈 : 네이트 뉴스. 모바일 네이트 뉴스 (кор.). Процитовано 9 січня 2022.
126. ↑  배포금지>, <ⓒ 엔터테인먼트 전문 미디어 “텐아시아”무단전재. 이승기, 미국 내 저소득층 여학생 위한 기부활동 지원 | 연예가화제 : 네이트 연예. 모바일 네이트 뉴스 (кор.). Процитовано 9 січня 2022.
127. ↑  이승기, 미국 LA서 소외계층 위해 기부활동 '훈훈' | 방송 : 네이트 연예. 모바일 네이트 뉴스 (кор.). Процитовано 9 січня 2022.
128. ↑  퍼플스, 이웃 나눔 실천… ‘국방부 장관상’ ‘대한민국 봉사대상’ 동시 수상. m.anewsa.com. 8 листопада 2018. Процитовано 9 січня 2022.
129. ↑  Lee Seung-gi donates 100-million won for coronavirus prevention – Inquirer Super. inquirersuper.com.ph. Архів оригіналу за 9 січня 2022. Процитовано 9 січня 2022.
130. ↑  World Kindness Day: Korean Actors & Actresses Giving Back. EnVi Media (англ.). 13 листопада 2021. Процитовано 9 січня 2022.
131. ↑  이승기, 기부요정 등극…36번째 생일 맞아 팬덤 아이렌 화력 '활활'. 미디어펜 (кор.). 14 січня 2022. Процитовано 14 січня 2022.
132. ↑  기자, 문완식. 이승기, 재활 아동 위해 세브란스병원에 1억원 기부..누적 2억원 후원. n.news.naver.com (кор.). Процитовано 27 січня 2022.
133. ↑  이승기, 방송3사 공동다운로드 서비스 홍보대사 위촉. hankyung.com (кор.). 9 липня 2009. Процитовано 9 січня 2022.
134. ↑  기자, 심재훈. 복권위 홍보대사에 연예인 이승기씨. n.news.naver.com (кор.). Процитовано 9 січня 2022.
135. ↑  이승기와 함께하는 행복공감봉사단. n.news.naver.com (кор.). Процитовано 9 січня 2022.
136. ↑  신수영. 사람 통해 사람 키우는 '휴먼네트워크협의회' 출범. n.news.naver.com (кор.). Процитовано 9 січня 2022.
137. ↑  이데일리 (21 березня 2011). 복권위 홍보대사도 `스타 서바이벌`..이승기 낙점. 이데일리 (кор.). Процитовано 9 січня 2022.
138. ↑  김경환. 이승기와 함께 행복 봉사하세요. n.news.naver.com (кор.). Процитовано 9 січня 2022.
139. ↑  강경윤. 이승기, 선관위 공명선거 온라인 홍보대사 위촉. n.news.naver.com (кор.). Процитовано 9 січня 2022.
140. ↑  [밀착영상] 이승기 "한우지킴이로서 많이먹고 힘내겠다". n.news.naver.com (кор.). Процитовано 9 січня 2022.
141. ↑  기자, 동아닷컴 홍세영. 특전사 이승기, 10월 공식석상 뜬다 (feat. 국방신기). n.news.naver.com (кор.). Процитовано 9 січня 2022.
142. ↑  기자, 강인귀. 이승기, '브라이틀링' 국내 앰버서더 발탁. n.news.naver.com (кор.). Процитовано 9 січня 2022.